# Allison Hightower
Allison Kina Hightower (ur. 6 kwietnia 1988 w Dallas) – amerykańska koszykarka występująca na pozycji rzucającej, obecnie zawodniczka Elicur Ramla.

## Osiągnięcia
Stan na 9 kwietnia 2019, na podstawie, o ile nie zaznaczono inaczej.
NCAA
- Uczestniczka rozgrywek:
  - NCAA Final Four (2007, 2008)
  - NCAA (2007–2010)
- Mistrzyni sezonu regularnego konferencji Southeastern (SEC – 2008)
- Zawodniczka roku LSWA Luizjana (2009, 2010)
- Najlepsza rezerwowa SEC (2008)
- Zaliczona do:
  - I składu:
    - najlepszych pierwszorocznych zawodniczek SEC (2007)
    - LSWA Luizjana (2009, 2010)
    - SEC (2009, 2010)
    - defensywnego SEC (2009, 2010)
    - regionu III All-America (2009 przez State Farm Coaches)

  - II składu Lowe's Senior CLASS Second Team All-American (2010)
  - składu:
    - honorable mention All-American (2009 przez State Farm Coaches, 2010 przez State Farm Coaches, Associated Press, WBCA)
    - SEC Winter Academic Honor Roll (2009)
    - SEC Community Service Team (2010)

WNBA
- Uczestniczka meczu gwiazd WNBA (2013)

Drużynowe
- Mistrzyni Izraela (2013, 2015, 2019[4])
- Wicemistrzyni Izraela (2014)
- Zdobywczyni pucharu Izraela (2014, 2019[5])
- Finalistka superpucharu Izraela (2014)

Indywidualne
(* – nagrody przyznane przez portal eurobasket.com)
- MVP*:
  - sezonu regularnego ligi izraelskiej (2014)
  - finałów ligi izraelskiej (2013)
- Najlepsza zawodniczka:
  - zagraniczna ligi izraelskiej (2014)
  - występująca na pozycji obronnej ligi izraelskiej (2014)
- Zaliczona do*:
  - I składu:
    - Eurocup (2015)
    - ligi izraelskiej (2013, 2014)
    - zawodniczek zagranicznych:
      - ligi izraelskiej (2013, 2014)
      - Eurocup (2015)